# Druhý list Timoteovi

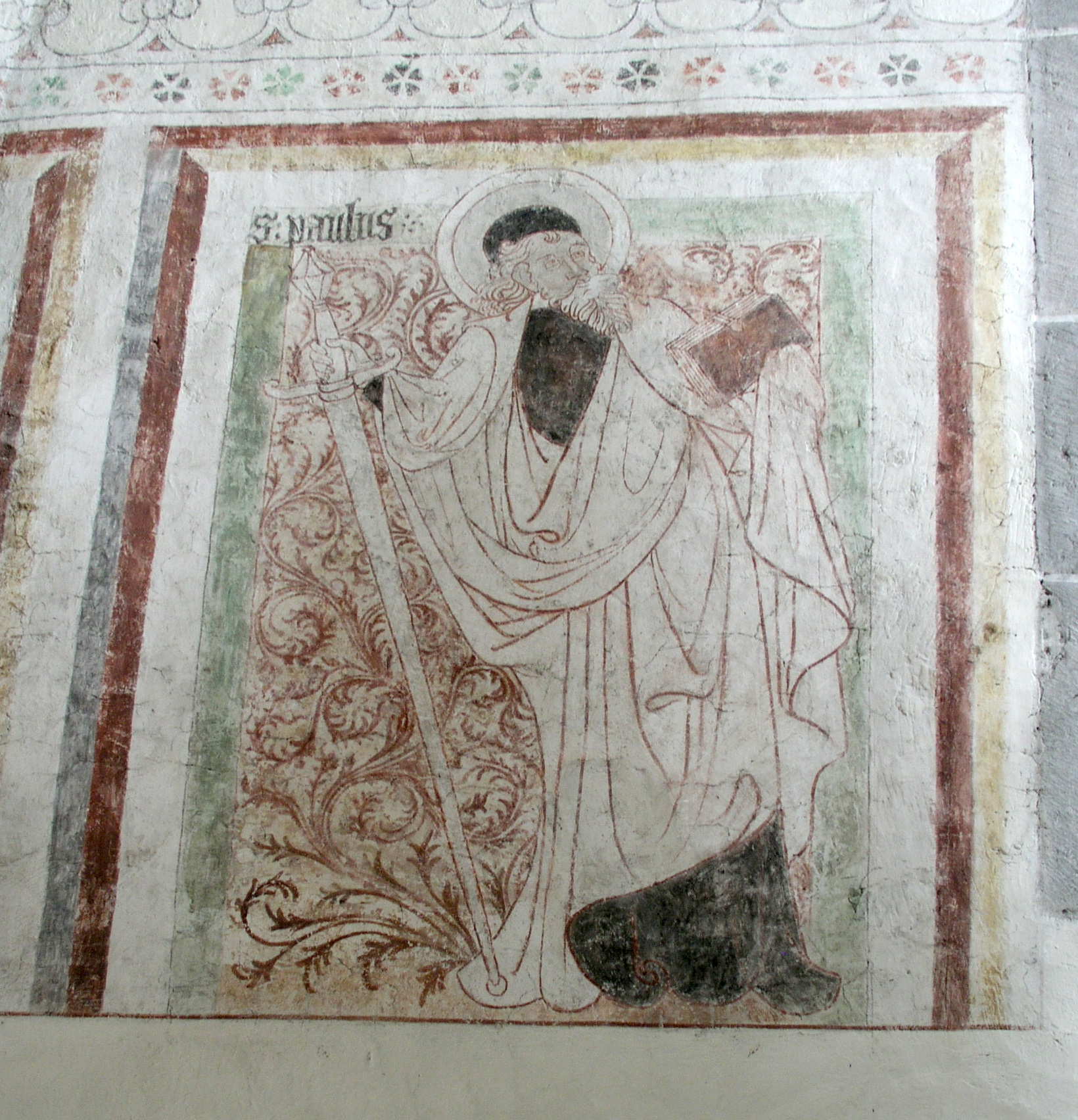
Sv. Pavel. Freska v Othem, Švédsko

Druhý list Timoteovi (zkratka 2Tm nebo 2Tim) je součást Nového zákona, jeden z tzv. pastorálních listů, připisovaných apoštolu Pavlovi. Byl napsán řecky, snad v letech 63-67 ve vězení v Římě. O autorství listu však mnozí pochybují, hlavně na základě jazykových důvodů.Obecně se však uznává, že 1Tm, 2Tm a Tt mají společného autora.
Timoteus nebo Timotej byl Pavlův žák a dlouholetý spolupracovník, později biskup v Efesu. List mu dává rady ohledně organizace církevní obce, různých funkcí a povinností i křesťanského života vůbec a varuje před heretiky, kteří se od Pavla odvrátili (2Tm 1,15). V listu se Pavel s Timotejem loučí, protože očekává blízkou smrt.

## Citáty
| „                        | Hlásej slovo Boží, ať přijdeš vhod či nevhod, usvědčuj, domlouvej, napomínej v trpělivém vyučování. Neboť přijde doba, kdy lidé nesnesou zdravé učení, a podle svých choutek si seženou učitele, kteří by vyhověli jejich přáním. Odvrátí sluch od pravdy a přikloní se k bájím. | “ |
| — 2Tm 4, 2–4 (Kral, ČEP) | |   |

| „                        | Neboť já již budu obětován, přišel čas mého odchodu. Dobrý boj jsem bojoval, běh jsem dokončil, víru zachoval. | “ |
| — 2Tm 4, 6–7 (Kral, ČEP) | |   |